# Cambra de Comerç de Sabadell
La Cambra de Comerç de Sabadell és una institució que té l'objectiu de donar servei al teixit empresarial de Sabadell i del conjunt de la demarcació. És una corporació pública que representa els interessos generals del comerç, la indústria i els serveis, dins la zona del Vallès, on és responsable d'exercir funcions consultives i de promoció, consolidades en gran manera per la Llei Catalana de les Cambres Oficials de Comerç, Indústria i Navegació.

## Història
El 10 de desembre de 1886 es va constituir la Cambra de Comerç de Sabadell, a l'empara del Reial decret de 9 d'abril d'aquell mateix any per reconèixer com a tal les que aleshores eren associacions voluntàries de comerciants i industrials. Posteriorment, el decret del 21 de juny de 1901 va convertir la institució en un estament públic. Va ser un Reial decret de 21 de juny de 1901 el que li va conferir caràcter d'estament públic. Més endavant, la llei bàsica de cambres de comerç, i la Llei 14/2002 de les cambres de comerç de Catalunya, li van atorgar els objectius de representació, promoció i defensa dels interessos generals del comerç i la indústria, i la prestació de serveis a les empreses.

## Objectius
Totes les activitats realitzades per la Cambra de Comerç es realitzen amb l'objectiu de contribuir al desenvolupament econòmic de la nostra zona i el creixement de les empreses industrials i comercials, així com la promoció dels interessos generals d'aquestes empreses.

## Premis Cambra de Sabadell
La Cambra entrega els guardons que distingeixen iniciatives empresarials en el seu àmbit geogràfic en tres categories: mèrit empresarial, trajectòria personal i empresarial i trajectòria d'una entitat. El 2023 els guardonats foren, respectivament, Alstom Transport, Miquel Martí i Escursell (Moventia) i Sincrotró ALBA.